# Aricidea
Aricidea är ett släkte av ringmaskar som beskrevs av Webster 1879. Aricidea ingår i familjen Paraonidae.

## Dottertaxa tillAricidea, i alfabetisk ordning[1][2]
- Aricidea aberrans
- Aricidea abranchiata
- Aricidea abyssalis
- Aricidea albatrossae
- Aricidea annae
- Aricidea antarctica
- Aricidea antennata
- Aricidea ascensionensis
- Aricidea assimilis
- Aricidea australiensis
- Aricidea belgicae
- Aricidea bispinata
- Aricidea brevicornis
- Aricidea bulbosa
- Aricidea capensis
- Aricidea catherinae
- Aricidea cerruti
- Aricidea cerrutii
- Aricidea claudiae
- Aricidea crassicapitis
- Aricidea curviseta
- Aricidea elongata
- Aricidea eximia
- Aricidea facilis
- Aricidea finitima
- Aricidea fragilis
- Aricidea hartleyi
- Aricidea hartmanae
- Aricidea hartmani
- Aricidea horikoshi
- Aricidea laubieri
- Aricidea longicirrata
- Aricidea longobranchiata
- Aricidea lopezi
- Aricidea mariannae
- Aricidea minima
- Aricidea minuta
- Aricidea mirifica
- Aricidea monicae
- Aricidea multiantennata
- Aricidea neosuecica
- Aricidea nolani
- Aricidea oculata
- Aricidea pacifica
- Aricidea philbinae
- Aricidea pigmentata
- Aricidea pisanoi
- Aricidea pseudannae
- Aricidea pseudoarticulata
- Aricidea pulchra
- Aricidea punctata
- Aricidea quadrilobata
- Aricidea ramosa
- Aricidea roberti
- Aricidea rosea
- Aricidea rubra
- Aricidea sanmartini
- Aricidea similis
- Aricidea simonae
- Aricidea simplex
- Aricidea strelzovi
- Aricidea suecica
- Aricidea taylori
- Aricidea tetrabranchia
- Aricidea thailandica
- Aricidea trilobata
- Aricidea uschakovi
- Aricidea wassi
- Aricidea zelenzovi